# アフリカマメガン
アフリカマメガン（阿弗利加豆雁、学名：Nettapus auritus）は、カモ目カモ科に分類される鳥類。

## 分布
南部アフリカの北東部（モザンビーク、ジンバブエ）、マダガスカル島

## 形態
特徴は写真参照。

## 保護の現状
国際自然保護連合（IUCN）は軽度懸念（Least Concern）と評価している。本種にはアフリカ・ユーラシア渡り性水鳥の保全に関する協定（AEWA）が適用される。

## 参照・注釈
1. ↑  Nettapus auritus  (Species Factsheet by BirdLife International)